# قائمة إصدارات الطوابع في أوكرانيا لسنة 2020
هذه قائمة الطوابع البريدية التي أصدرها البريد الأوكراني للتداول في عام 2020.
في الفترة من 14 يناير إلى 30 ديسمبر 2020، أصدر 90 طابعًا بريديًا، شملت 84 الطوابع التذكارية، غطت الطوابع التذكارية ذكرى التواريخ المهمة والأحداث وذكرى الشخصيات الثقافية البارزة وغيرها، وكذلك 6 طوابع قياسية (دائمة).
وقد كانت الطوابع بالفئات التالية:
- 9,00 هريفنا
- 11,00 هريفنا
- 13,50 هريفنا
- 17,00 هريفنا
- 27,00 هريفنا

بالإضافة إلى طوابع من فئات بالحروف التالية (ليس قيمة رقمية):
- «T»
- «H»
- «D»
- «M»
- «V»
- «F»
- «Z»

هذه الطوابع التي كانت ضمن إصدارات طوابع بريدية أوكرانية حملت قيمًا على شكل حروف من الأبجدية الأوكرانية، كان هذا يشير إلى نظام مؤقت للقيمة بسبب التضخم المفرط الذي كانت تعاني منه البلاد منذ أوائل التسعينيات بعد انهيار الاتحاد السوفيتي. فعوضا عن الأرقام التي تحدد قيمة الطابع برقم معين (مثل 10 أو 50 كوبيك)، فقد استعملت حروف أوكرانية أو لاتينية، وهذا بسبب أن القيم متغيرة وأن هذه الحروف لم تكن تمثل قيمة ثابتة بالمعنى التقليدي. بدلاً من ذلك، كانت تمثل فئة سعرية أو تعرفة بريدية محددة في ذلك الوقت.
وهكذا فقد كان يصدر تعديل دوري نظرًا للتضخم السريع، وقد كانت قيمة هذه الفئات السعرية التي تمثلها الحروف تتغير دوريا (أسبوعيًا في بعض الأحيان) لمواكبة تقلبات سعر الصرف مقابل الدولار الأمريكي وتكاليف البريد المتزايدة. كذلك كان استخدام الحروف أسهل وأسرع من إعادة طباعة طوابع جديدة بأرقام مختلفة كل فترة قصيرة، وكان يعلن عن قيمة كل حرف بالعملة المحلية (الكاربوفانيتس الأوكراني ثم الهريفنيا الأوكرانية) دوريا. مثلا قد يمثل الطابع الذي يحمل الحرف "А" قيمة معينة للرسائل المحلية العادية، بينما يمثل الطابع الذي يحمل الحرف "Б" قيمة أعلى للرسائل المسجلة أو المرسلة إلى وجهات أبعد.
استخدم هذا النظام بين عامي 1994 و1996 حتى استقر الوضع الاقتصادي وأدخلت العملة الوطنية الجديدة، (الهريفنيا الأوكرانية) (₴)، في عام 1996. بعد ذلك، بدأت الطوابع تحمل قيمًا رقمية ثابتة بالهريفنيا والكوبيك (الوحدة الأصغر للهريفنيا). وأعيد استخدام هذه النظام لاحقا في الإصدارات اللاحقة.
لذلك، فإن الحروف الأوكرانية على طوابع لم تكن مجرد رموز عشوائية، بل كانت نظامًا عمليًا مؤقتًا لتحديد قيمة الطوابع في ظل الظروف الاقتصادية الصعبة التي مرت بها أوكرانيا في تلك الفترة.
طُبعت كل الطوابع في مؤسسة "دار الطباعة الأوكراني" المملوكة للدولة.

## قائمة الطوابع التذكارية
|                    |  |  |
| رقم 1821 ورقم 1822 |  |  |

|                   |  |  |
| رقم 1823ورقم 1824 |  |  |

|                    |  |  |
| رقم 1835 ورقم 1836 |  |  |

|                    |  |  |
| رقم 1829 ورقم 1830 |  |  |

|                    |  |  |
| رقم 1831 ورقم 1832 |  |  |

|                    |  |  |
| رقم 1833 ورقم 1834 |  |  |

## قائمة الطوابع القياسية (الدائمة)
أصدرت ست طوابع من الإصدار التاسع من الطوابع القياسية (2016-2022):
| التسلسل في الكتالوج | الصورة | الوصف والمصادر                                                            | القيمة        | تاريخ طرحها للتداول | كمية الإصدار | المصمم              |
| ------------------- | ------ | ------------------------------------------------------------------------- | ------------- | ------------------- | ------------ | ------------------- |
| رقم 1810            |        | «شعارات مدن وبلدات وقرى أوكرانيا»: مدينة بورشتين، مقاطعة إيفانو فرانكيفسك | فئة الحرف «T» | 3 يونيو 2020 م      | كمية كبيرة   | ناتاليا أندريتشينكو |
| رقم 1811            |        | «شعارات مدن وبلدات وقرى أوكرانيا»: بلدة ستاري مرتشيك، مقاطعة خاركيف       | فئة الحرف «H» | 3 يونيو 2020 م      | كمية كبيرة   | ناتاليا أندريتشينكو |
| رقم 1848            |        | «شعارات مدن وبلدات وقرى أوكرانيا»: قرية كريفتشيه، مقاطعة ترنوبل           | فئة الحرف «D» | 15 سبتمبر 2020 م    | كمية كبيرة   | ناتاليا أندريتشينكو |
| رقم 1849            |        | «شعارات مدن وبلدات وقرى أوكرانيا»: قرية فونتانكا، مقاطعة أوديسا           | فئة الحرف «M» | 15 سبتمبر 2020 م    | كمية كبيرة   | ناتاليا أندريتشينكو |
| رقم 1850            |        | «شعارات مدن وبلدات وقرى أوكرانيا»: مدينة زولوتونوشا، مقاطعة تشيركاسي      | فئة الحرف «V» | 24 سبتمبر 2020 م    | كمية كبيرة   | ناتاليا أندريتشينكو |
| رقم 1851            |        | «شعارات مدن وبلدات وقرى أوكرانيا»: مدينة تيتييف، مقاطعة كييف              | فئة الحرف «F» | 24 سبتمبر 2020 م    | كمية كبيرة   | ناتاليا أندريتشينكو |

## أغلفة أول يوم
| التسلسل في الكتالوج | الصورة      | الصورة | الوصف والمصدر                                   | تاريخ طرحها للتداول | كيمة الإصدار | المصمم              |  |                                |                 |       |                |
| ------------------- | ----------- | ------ | ----------------------------------------------- | ------------------- | ------------ | ------------------- |  | ------------------------------ | --------------- | ----- | -------------- |
| التسلسل في الكتالوج | رقم КПД 727 |        | الوصف والمصدر                                   | تاريخ طرحها للتداول | كيمة الإصدار | المصمم              |  | لودفيج فان بيتهوفن. 1770 —1827 | 14 يناير 2020 م | 2 000 | فاسيل فاسيلنكو |
| رقم КПД 729         |             |        | مرور 200 عام على اكتشاف القارة القطبية الجنوبية | 28 يناير 2020 م     | 7 000        | غير معروف           |  |                                |                 |       |                |
| رقم КПД 731         |             |        | معاً                                             | 29 مايو 2020 م      | 2 000        | نيكيتا تيتوف        |  |                                |                 |       |                |
| رقم КПД 732         |             |        | الإصدار التاسع من الطوابع القياسية (الدائمة)    | 3 يونيو 2020 م      | 3 200        | ناتاليا أندريتشينكو |  |                                |                 |       |                |

## التعليقات
1. ↑  بلغ عدد الطوابع الموزعة 130000 طابعا (منها 22680 طابعا في أوراق طباعة غير مقطوعة).
2. 1 2 3 4 5 6 7 8 9 10 11 12  فئة الحرف «V» تتوافق مع التعرفة الخاصة بإرسال رسالة عادية غير ذات أولوية يصل وزنها إلى 50 غرامًا داخل أوكرانيا. (بحسب 17 ديمسبر 2020 م — 9,00 هريفنا أوكرانية[3])
3. ↑  فئة الحرف «Z» تتوافق مع 1,00 $[3]
4. ↑  طابع «ورود الحديقة»:«ياسمين الحديقة Philadelphus L.».
نصوص على هامش ورقة الطوابع باللغتين (الأوكرانية والإنجليزية): «ياسمين الحديقة»، «ياسمين الحديقة (Philadelphus L.) - شجيرة متعددة السيقان. تزهر في شهر يونيو بأزهار بسيطة أو شبه مزدوجة أو مزدوجة ذات لون أبيض أو أبيض كريمي.»;
نائب 20-3224. 6 مايو 2020.
طبع الرمز الشريطي على هوامش الورقة الموجودة في الخلف – 4823027147529; نقوش «ورود الحديقة», "طابع بريدي (معطر) «ياسمين الحديقة»"
  - التسلسل في فهرس الطوابع هو رقم 1815
  - الطابع البريدي «ورود الحديقة» مطبوع على ورق ذاتي اللصق:
رقم 1816 «خزامى Lavandula L.».
  - القيمة الاسمية للطابع هي 13.50 هريفنا أوكرانية.
  - عدد أوراق الطوابع في ورقة الطباعة هو 6.
  - حجم الطوابع: قطرها: 30 ملم.
  - عدد الطوابع في الورقة هو 8 طوابع (4 × 2).
  - وزع منها تقرييا 100000 طابع بريدي. (12500 ورقة طابع بريدي لكل منها).
  - حجم ورقة الطوابع المثقوبة – 210 × 80 ملم.
  - الفنانة ناتاليا كوخال.
5. 1 2  (12,500 ورقة طابع بريدي لكل منها).
6. ↑  طابع «ورود الحديقة»: «Лаванда Lavandula L.».
نصوص على هامش ورقة الطوابع باللغتين (الأوكرانية والإنجليزية): «خزامى (Lavandula L.) –وهي عبارة عن أعشاب أو شجيرات أو شبه شجيرات. الزهور زرقاء-أرجوانية أو زرقاء، وقد يكون للنباتات الهجينة ألوان أخرى، تجمع في نهايات البراعم في نورات على شكل سنبلة.»;
نائب 20-3225. 6 مابو 2020.
طبع الرمز الشريطي على هوامش الورقة الموجودة في الخلف - 4823027147512؛ نقوش "زهور الحديقة"، "طابع بريدي (معطر) «خزامى»"
  - التسلسل في فهرس الطوابع هو رقم 1816
  - الطابع البريدي «ورود الحديقة» مطبوع على ورق ذاتي اللصق:
رقم 1816 «خزامى Lavandula L.».
  - القيمة الاسمية للطابع هي 13.50 هريفنا أوكرانية.
  - عدد أوراق الطوابع في ورقة الطباعة هو 6.
  - حجم الطوابع: قطرها: 30 ملم.
  - عدد الطوابع في الورقة هو 8 طوابع (4 × 2).
  - وزع منها تقرييا 100000 طابع بريدي. (12500 ورقة طابع بريدي لكل منها).
  - حجم ورقة الطوابع المثقوبة – 210 × 80 ملم.
  - القنانة: ناتاليا كوخال.
7. ↑  طابع «وسام الصليب الحديدي»
«وسام الصليب الحديدي»، «100 عام»،  «لا يجوز منح وسام "الصليب الحديدي" أو "100 عام" أو "الصليب الحديدي" بقرار من مجلس الصليب الحديدي إلا للأشخاص الذين شاركوا في الحملة من 6 ديسمبر 1919 إلى 6 مايو 1920، بغض النظر عن منح أوسمة أخرى. بموجب الأمر رقم 083 الصادر عن القيادة العامة لجيش جمهورية أوكرانيا الشعبية، بتاريخ 19 أكتوبر 1920 م»
  - التسلسل في فهرس الطوابع رقم 1819
  - القيمة الاسمية للطابع – 11,00 هريفنا أوكرانية.
  - أبعاد الطابع – 30 × 40,5 ملم.
  - عدد الطوابع في ورقة الطوابع: 8 (4 × 2).
  - أبعاد ورقة الطوابع الصغيرة: 141 × 118 ملم.
  - يبلغ توزيع الطابع 130,000 نسخة (منها 7,040 نسخة مطبوعة بأوراق طباعة مثقبة وغير مقطوعة. تحمل هوامش أوراق الطباعة صورة "زخرفة الصليب الحديدي" وشعار البريد الأوكراني. الأوراق تحتوي على في مجموعات طوابع بريدية).
  - عدد أوراق الطوابع في ورقة الطباعة هو 8.
  - تصميم الطابع وختم البريد لتاران
  - طبع الرمز الشريطي على هوامش ورقة العلامات: 4823027147581.
  - النائب 20-3410.  3 يوليو 2020
  - الطابع متعدد الألوان؛ طريقة الطباعة: أوفست، ختم الرقائق[الإنجليزية].
8. ↑  يبلغ توزيع الطابع 130,000 نسخة (منها 7,040 نسخة مطبوعة بأوراق طباعة مثقبة وغير مقطوعة. تحمل هوامش أوراق الطباعة صورة "زخرفة الصليب الحديدي" وشعار أوكربوشتا. الأوراق معبأة في مجموعات طوابع بريدية).
9. 1 2 3 4 5 6 7 8  الاسم الكامل للمؤلف غير مدرج في المصدر المعتمد.
10. ↑  المتداول من ورقة الطوابع التذكارية – 20000 نسخة (400 منها غير مثقوبة ومرقمة للمشاركين في المعرض الوطني الثامن عشر للطوابع البريدية ولتشجيع نشطاء الحركة البريدية في أوكرانيا. ورقة طوابع تذكارية غير مثقوبة رقم 181-В з марками رقم 1835-В, رقم 1836-В).
11. ↑  المتداول من ورقة الطوابع التذكارية – 25000 نسخة (منها 220 نسخة في 110 ورقة طباعة مثقبة غير مقطوعة).
12. ↑  وزع من طوابع البريد 25000 نسخة (منها 4000 نسخة مثقوبة ومرقمة في كتيبات لتوفيرها لحاملي الاشتراكات البريدية).
13. ↑  سلسلة «التشكيلات المسلحة للثورة الأوكرانية 1917-1921»: «فوج بوهدان خملنيتسكي الأوكراني الأول Хмельницького»
«أُنشئ أول فوج قوزاق أوكراني، المسمى باسم الهيتمان بوهدان خميلنيتسكي، في أوائل مايو/أيار عام 1917. وأصبح أول وحدة أوكرانية في الجيش الروسي بعد اندلاع الثورة. تطوع 3200 متطوع للانضمام إليه. أطلق إنشاء الفوج عملية الأكرنة في الجيش الإمبراطوري الروسي. في نهاية يوليو/تموز، أُرسل الفوج إلى جبهة الحرب العالمية الأولى، حيث كان من أكثر الوحدات جاهزية للقتال. بعد إعلان جمهورية أوكرانيا الشعبية في نوفمبر/تشرين الثاني عام 1917، انضم الفوج إلى فرقة سيرديوتسك الأولى. في يناير/كانون الثاني وفبراير/شباط عام 1918، شارك الفوج في الدفاع عن كييف من العدوان البلشفي.».
  - التسلسل في فهرس الطوابع رقم 1862
  - القيمة الاسمية 9,00 هريفنا أوكرانية.
  - أبعاد الطابع: 28 × 40 ملم.
  - أبعاد ورقة الطوابع 110 × 160 ملم.
  - عدد الطوابع في الورقة 9 (3 × 3).
  - كمية الإصدار الكلية 130000 نسخة.
  - يطبع الرمز الشريطي على هوامش ورقة الطوابع 4823027148052. النائب 20-3582. 27 أغسطس 2020
  - عدد أوراق الطوابع في الورقة المطبوعة: 9.
  - الطابع متعدد الألوان؛ طريقة الطباعة: أوفست.
  - تصميم الطابع للفنان فاليري رودينكو
14. ↑  سلسلة «التشكيلات المسلحة للثورة الأوكرانية 1917-1921»: «فرقة قوزاق الأوكرانية الأولى (سينيوزوبانيكي - الخطوط الزرقاء)»
«في فبراير ومارس 1918 م، قامت القيادة العسكرية الألمانية، بمبادرة من اتحاد تحرير أوكرانيا، بتشكيل فرقتين مشاة للجيش الأوكراني من أسرى الحرب الأوكرانيين لدى الجيش الروسي. حصلت الفرقة على اسمها - السترات الزرقاء - من لون الزي الرسمي الذي خيط خصيصًا للوحدات الأوكرانية. في مارس/آذار 1918، نظمت الفرقة الأوكرانية الأولى (أصحاب السترات الزرقاء) استعراضًا احتفاليًا في ساحة صوفيا بكييف. ولكن في نهاية أبريل/نيسان 1918، حلّها الألمان. لاحقًا، في عام 1919، تأسس الفوج الأزرق السابع ضمن جيش جمهورية أوكرانيا الشعبية، ضمن الفرقة الحديدية الثالثة، والذي واصل تقاليد أصحاب السترات الزرقاء.».
  - التسلسل في فهرس الطوابع رقم 1863
  - القيمة الاسمية 9,00 هريفنا أوكرانية.
  - أبعاد الطابع: 28 × 40 ملم.
  - أبعاد ورقة الطوابع 110 × 160 ملم.
  - عدد الطوابع في الورقة 9 (3 × 3).
  - كمية الإصدار الكلية 130000 نسخة.
  - يطبع الرمز الشريطي على هوامش ورقة الطوابع – 4823027148069. النائب. 20-3583. 27 أغسطس 2020
  - عدد أوراق الطوابع في الورقة المطبوعة: 9.
  - الطابع متعدد الألوان؛ طريقة الطباعة: أوفست.
  - تصميم الطابع للفنان فاليري رودينكو
15. ↑  سلسلة «التشكيلات المسلحة للثورة الأوكرانية 1917-1921»: «قوزاق من مفرزة رماة سيش المنفصلين»
«بدأت رحلة تشكيل مفرزة الرماة المنفصلة للسيتش من فوج غاليسيا-بوكوفينا، الذي أنشئ في كييف في خريف عام 1917 من الأوكرانيين - الجنود السابقين في الجيش النمساوي المجري. وفي وقت لاحق غير اسمه إلى "كوخ بنادق سيش"، ثم وسع على التوالي إلى فوج، ومفرزة منفصلة، وفيلق بنادق سيتش. كان القائد الدائم لرجال البنادق السيتش هو يفهين كونوفاليتس، "رجال البنادق السيش، الذين تميزوا منذ بداية تشكيلهم بالانضباط والقدرة القتالية، كانوا بمثابة دعم عسكري موثوق به لجمهورية أوكرانيا الشعبية. كان من المستحق اعتبار فرقة رماة سيتش واحدة من أفضل الوحدات في جيش جمهورية أوكرانيا الشعبية.».
  - التسلسل في فهرس الطوابع رقم 1864
  - القيمة الاسمية 9,00 هريفنا أوكرانية.
  - أبعاد الطابع: 28 × 40 ملم.
  - أبعاد ورقة الطوابع 110 × 160 ملم.
  - عدد الطوابع في الورقة 9 (3 × 3).
  - كمية الإصدار الكلية 130000 نسخة.
  - يطبع الرمز الشريطي على هوامش ورقة الطوابع – 4823027148076. النائب. 20-3584.  27 أغسطس 2020
  - عدد أوراق الطوابع في الورقة المطبوعة: 9.
  - الطابع متعدد الألوان؛ طريقة الطباعة: أوفست.
  - تصميم الطابع للفنان فاليري رودينكو
16. ↑  الطوابع المتداولة – 100000 نسخة (منها 2970 حزمة على شكل 110 ورقة طباعة مثقبة غير مقطوعة مكتملة في مجموعات طوابع بريدية).
17. 1 2 3  فئة الحرف «M» تتوافق مع التعرفة الخاصة بإرسال رسالة عادية غير ذات أولوية يصل وزنها إلى 250 غرامًا داخل أوكرانيا. (بحسب 17 ديمسبر 2020 م تعادل 13,50 هريفنا أوكرانية)[3]
18. ↑  في 24 ديسمبر 2020 طرح طابع بريدي شخصي "الطابع الخاص" رقم П-25 مع قسيمة للتداول ونقل إلى فئة المنتجات البريدية (القسيمة مخصصة لطباعة المؤامرات التي يطلبها المواطنون أو المنظمات).
  - التسلسل في فهرس الطوابع رقم П-25
  - فئة الحرف «V» تتوافق مع التعرفة الخاصة بإرسال رسالة عادية غير ذات أولوية يصل وزنها إلى 50 غرامًا داخل أوكرانيا. (بحسب ديسمبر 2020 م — 9,00 هريفنا أوكرانية[3])
  - عدد الطوابع لكل ورقة— 9 (3 × 3)، كوبونات لطباعة صورة— 9.
  - أبعاد الطابع  — 29,58 × 10,44 ملم.
  - أبعاد الملصقات  — 29,58 × 31,32 ملم.
  - أبعاد ورقة الطوابع  — 220 × 154 ملم.
  - كمية الإصدار  — 135 000 نسخة.
  - الطابع متعدد الألوان؛ طريقة الطباعة: أوفست.
  - عدد أوراق الطوابع في الورقة المطبوعة: 4.
  - طُبعت كل الطوابع في مؤسسة "دار الطباعة الأوكراني" المملوكة للدولة.
19. 1 2  فئة الحرف «F» تتوافق مع التعريفة الخاصة بإرسال رسالة مسجلة يصل وزنها إلى 50 غرامًا داخل أوكرانيا من الكيانات القانونية (بحسب 17 ديمسبر 2020 م — 17,00 هريفنا.)[3]
20. ↑  فئة الطوابع رقم 1887, 1891 –  М;[تعليق 17]
فئة الطوابع رقم 1888, 1889, 1892, 1893 – V;[تعليق 2]
فئة الطوابع رقم 1890 – F.[تعليق 19]
21. ↑  فئة الحرف «T» تتوافق مع قيمة 3,00 هريفنا (يحدد سعر صرف الطوابع وفقًا لبيانات البريد الأوكراني بحسب 17 ديمسبر 2020 م).[3]
22. ↑  فئة الحرف «H» تتوافق مع قيمة 0,50 هريفنا (يحدد سعر صرف الطوابع وفقًا لبيانات البريد الأوكراني بحسب 17 ديمسبر 2020 م).[3]
23. ↑  فئة الحرف «D» تتوافق مع قيمة 8,00 هريفنا (يحدد سعر صرف الطوابع وفقًا لبيانات البريد الأوكراني بحسب 17 ديمسبر 2020 م).[3]

## روابط خارجية
- "Каталог марок України: 2020". КМД УДППЗ «Укрпошта» (بالأوكرانية). pm.ukrposhta.ua. Archived from the original on 2021-02-13. Retrieved 2021-02-06. {{استشهاد ويب}}: تجاهل المحلل الوسيط |deadlink= لأنه غير معروف، ويقترح استخدام |url-status= (help) (بالأوكرانية)